# 1893年恐慌

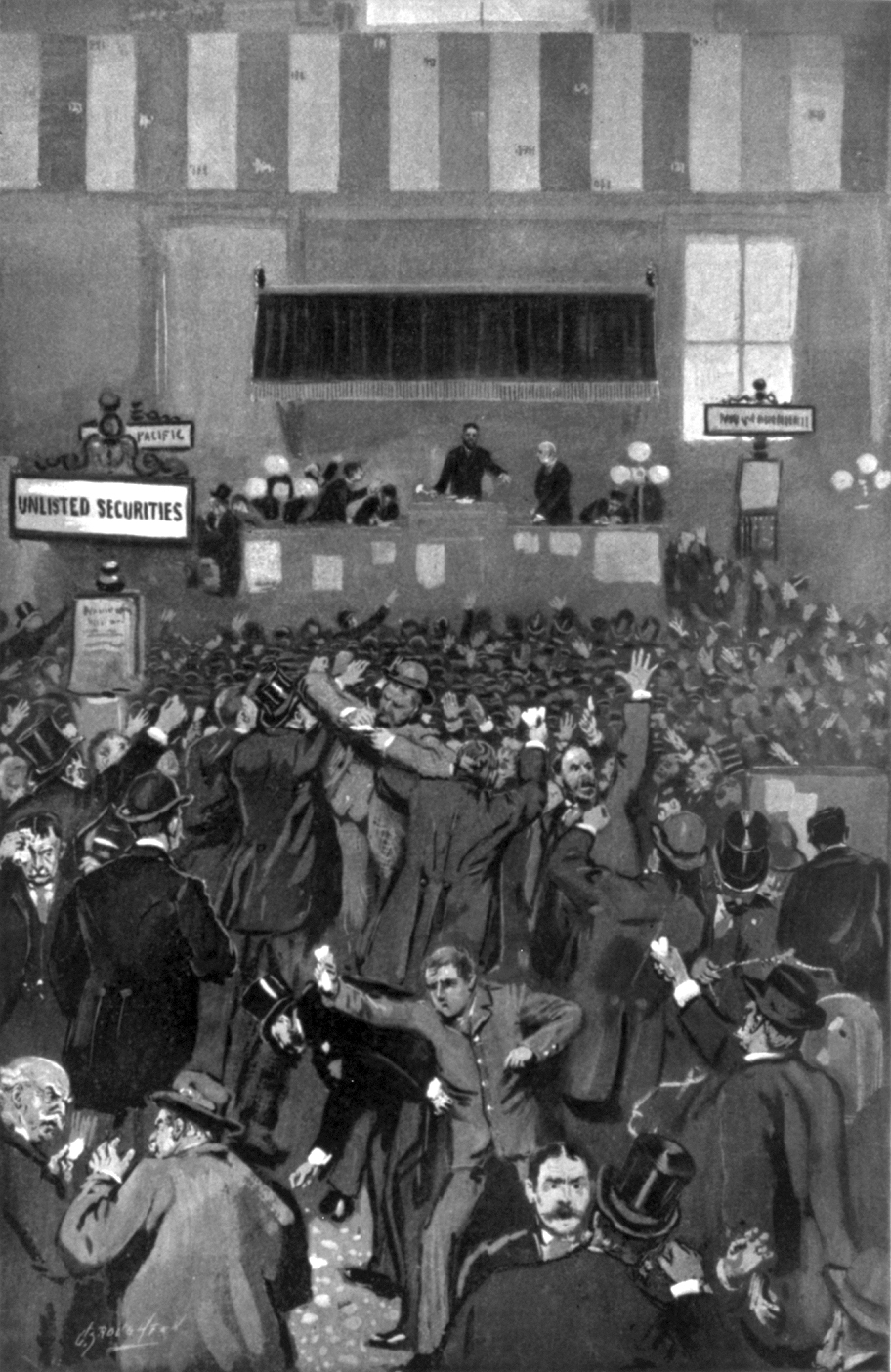
1893年5月5日に逆上した株式仲買人、フランク・レスリーのイラスト入り新聞より

1893年恐慌（1893ねんきょうこう、英: Panic of 1893）は、1893年に始まったアメリカ合衆国の深刻な経済不況である。

## 概要
大不況のクライマックスが投資先アルゼンチンの金融機関を淘汰した。外債が鉄道の過剰な建設と不安定な財政をアルゼンチンへもたらしていた。救済融資をしようにも、国際的に正貨の調達が難しかった。南米で産出される銀は電解精錬によるものと価格競争にさらされた。
この恐慌は当時までアメリカ合衆国が経験した最悪の経済不況とされた。この評価には根拠が二つある。一つは1907年恐慌がイギリス投信へアメリカのそれよりも打撃を与えたこと、もう一つはそのときすでにアメリカは輸出・投資先としてのキューバを独立させることに成功していたことである。

## 原因
| Year | レーバーゴット | ローマー |
| ---- | -------------- | -------- |
| 1890 | 4.0            | 4.0      |
| 1891 | 5.4            | 4.8      |
| 1892 | 3.0            | 3.7      |
| 1893 | 11.7           | 8.1      |
| 1894 | 18.4           | 12.3     |
| 1895 | 13.7           | 11.1     |
| 1896 | 14.5           | 12.0     |
| 1897 | 14.5           | 12.4     |
| 1898 | 12.4           | 11.6     |
| 1899 | 6.5            | 8.7      |
| 1900 | 5.0            | 5.0      |

1893年恐慌の原因の1つを辿ると、アルゼンチンに行きつくことができる。アルゼンチンの機関銀行ベアリング・ブラザーズによって投資が奨励されていた。しかし、小麦の不作とブエノスアイレスでのクーデターによってそれ以上の投資が止まった。投資家がその投資を現金化し始めたので、その衝撃はアメリカ合衆国における金取り付けを始めさせた。これはアメリカが経済の成長と拡大を経験していた「金ぴか時代」に起きた。この拡大は鉄道に対する投機によって推進されるようになっていた。鉄道は過剰に建設されており、収入を上回る支出を負担するようになっていた。さらに農夫、特に小麦と綿花地域の農夫が農生産物の価格低下で苦しんでいた。
問題の最初期のはっきりした兆候は1893年2月23日にあった。これはグロバー・クリーブランド大統領が2期目に就任する10日前のことであり、過剰に拡大を続けていたフィラデルフィア・アンド・レディング鉄道が破産したことだった。クリーブランドは大統領になった途端に金融危機と直接向き合い、議会に対して経済危機の主たる原因と考えていたシャーマン銀購入法を撤廃するよう説得することに成功した。
経済状態が悪化するという懸念があったので、大衆は銀行に殺到して現金を引き出し、銀行取り付け騒ぎを誘発した。信用危機が経済を揺り動かした。イギリスにおける金融危機とヨーロッパにおける貿易量減少により海外投資家はアメリカの株を売って、金の裏付けがあるアメリカの資金を得ようとした。
大局的には、世界の資金を吸いとる事業を当時に幾つか指摘できる。パナマ運河再起工、3C政策、列強によるクレタ派兵からのアテネオリンピック (1896年)、日清戦争での清側借款に三国干渉などの中国分割がそれである。米西戦争の準備も進められていた。英勢力下のモロッコが第1次リーフ戦争でスペインに攻撃されている。

## 銀
自由銀運動は農夫たちから支持を得て盛り上がっていた。農夫達は経済を活性化させてインフレを呼び、ドル安で負債を払えることを求めていた。また鉱業関係者も自由銀を求めた。彼らは直接銀を貨幣に鋳造できる権利を求めた。1890年制定のシャーマン銀購入法は、自由銀運動の目標には届かないながら、アメリカ合衆国政府が数百万オンスの銀購入を求めており、銀の価格を上げ、銀鉱経営者を喜ばせた。大衆は銀証券を金に換金しようとした。最終的に金の連邦準備最少量について法の規定するところまで行き、アメリカ合衆国紙幣は金にかえられなくなった。恐慌の間の投資は高利率の債券を通じて調達されるものが多かった。当時最も活発に株を取り引きしていたナショナル・コーデージ・カンパニーが財政難に陥ったという噂に反応して、銀行が貸し付けを取り付けたために、同社が破産した。この会社はロープのメーカーであり、輸入した麻の市場を独占しようとしていた。銀と銀兌換紙幣の需要が落ちると、銀の価格と価値が下落した。債券保有者は額面価格割れを恐れた。
一連の銀行破綻が続いた。ノーザン・パシフィック鉄道、ユニオン・パシフィック鉄道、アッチソン・トピカ・アンド・サンタフェ鉄道が破綻した。その後も多くの会社が破産して、その総数は15,000社、500銀行となり、その多くが西部にあった。高めの推計ではこの恐慌の最悪期に17ないし19%の失業率だった。この失業という大きな足かせに加え、破綻した銀行にあった生涯の蓄えが失われたために、一度は中流階級に上り詰めた者でもその抵当債務を払えないという状況になった。その結果建てたばかりの家から出て行かざるを得ない者が多かった。このことから無人のビクトリア様式幽霊屋敷という見方がアメリカ人の心に焼き付いた。

## 影響

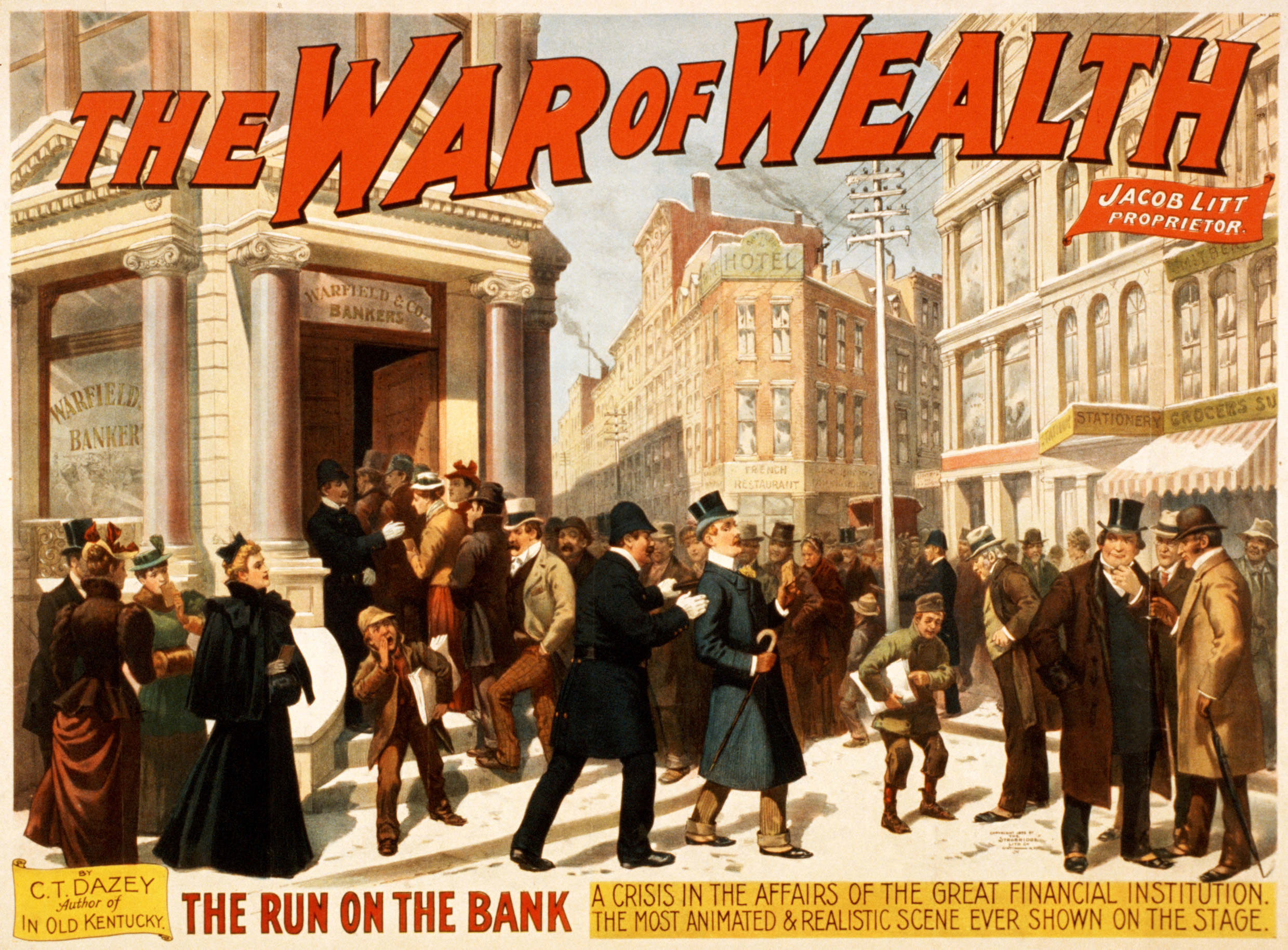
1896年のブロードウェイ・メロドラマ『富の戦争』は1893年恐慌がヒントになった

この恐慌の結果として、株価が下がった。銀行500行が閉鎖し、企業15,000社が破産し、多くの農場が経営を止めた。失業率はペンシルベニア州で25%を打ち、ニューヨーク州35%、ミシガン州で43%にもなった。極貧者を救済するために無料食堂が開かれた。飢えに直面した人々は食料のために木を割り、岩を砕き、縫い物をした。ある場合には家族を養うために売春に走る女性もいた。デトロイトの市民を救済するためにヘイズン・ピングリー市長は、町の菜園である「ピングリーのポテト・パッチ」を始めた 。
工業都市や町での厳しさが強かった。小麦や綿花のような作物を輸出する価格が下落したために、農家に与えた影響も大きかった。ポピュリストが初めて行った「ワシントン向けの行進」である「コクシーのアーミー」は、オハイオ州、ペンシルベニア州および西部州幾つかから失業した労働者が、雇用創出計画のような形での救済を要求したものであり、広く宣伝された。1894年にはあちこちでストライキが広がり、特に春の瀝青炭鉱労働者のストライキはペンシルベニア州、オハイオ州、イリノイ州で暴力事件になった。さらにひどかったのがプルマン・ストライキであり、1894年7月に国内の輸送体系がマヒした。
1890年シャーマン銀購入法と、同年の保護主義的マッキンリー関税とは、この恐慌の責任を一部問われた。これは西部の鉱山で過剰に銀が産出されたことに応えて法制化されたものであり、アメリカ合衆国財務省に銀あるいは金で裏付けられた紙幣を使い、銀を大量に購入することを求めた。民主党とグロバー・クリーブランド大統領は不況の責任を問われた。財務省に準備される金の量が危険なレベルまで減り、クリーブランドはウォールストリートの銀行家J・P・モルガンから金で6,500万ドルを借りて、金本位制を維持した。1894年の中間選挙では民主党とポピュリスト党がアメリカ合衆国下院の議席を減らし、共和党にとっては歴史的な勝利になった。
西部銀山の多くが閉鎖され、その後も再開されることはなかった。これら鉱山のために造られた狭軌鉄道のかなりのものが廃業した。デンバー・アンド・リオグランデ鉄道がその進行中だった大掛かりな建設計画を中止し、狭軌から標準軌に変更した。
この不況は金銀複本位制に関する議論の主要問題だった。共和党はこの不況の責任を民主党に問い、1894年の選挙で大勝した。ポピュリスト党はその勢いを無くし、1896年には民主党を支援しなければならなくなった。1896年アメリカ合衆国大統領選挙は経済問題が焦点となり、ウィリアム・マッキンリーが率いた金本位制、高関税の共和党が、銀支持のウィリアム・ジェニングス・ブライアンの民主党に決定的な勝利を挙げた。
1896年にやや小さな恐慌がおきたが、アメリカ経済は1897年に回復を始めた。共和党のマッキンリーを選んだあと、カナダでクロンダイク・ゴールドラッシュが起こって自信が回復し、経済は10年間の急成長を始めたが、その先に1907年恐慌があった。

### 一次史料
- American Annual Cyclopedia...1894 (1895) online
- Baum, Lyman Frank and W. W. Denslow.  The Wonderful Wizard of Oz (1900); see Political interpretations of The Wonderful Wizard of Oz
- Brice, Lloyd Stephens, and James J. Wait. “The Railway Problem.”  North American Review  164 (March 1897): 327–48. online at MOA Cornell.
- Cleveland, Frederick A. "The Final Report of the Monetary Commission," Annals of the American Academy of Political and Social Science  13 (January 1899): 31–56 in JSTOR
- Closson, Carlos C. Jr. "The Unemployed in American Cities." Quarterly Journal of Economics, vol. 8, no. 2 (January 1894) 168–217 in JSTOR); vol. 8, no. 4 (July 1894): 443–477 in JSTOR
- Fisher, Willard. "‘Coin’ and His Critics."  Quarterly Journal of Economics  10 (January 1896): 187–208 in JSTOR
- Harvey, William H. Coin’s Financial School (1894), 1963 (Introduction by Richard Hofstadter). online first edition
- Noyes, Alexander Dana. "The Banks and the Panic,"  Political Science Quarterly  9 (March 1894): 12–28 in  JSTOR.
- Shaw, Albert. "Relief for the Unemployed in American Cities," Review of Reviews 9 (January and February 1894): 29–37, 179–91.
- Stevens, Albert Clark. "An Analysis of the Phenomena of the Panic in the United States in 1893,"  Quarterly Journal of Economics  8 (January 1894): 117–48 in JSTOR.

### 二次史料
- Barnes, James A.  John G. Carlisle: Financial Statesman (1931).
- Barnes, James A. (1947). “Myths of the Bryan Campaign”. Mississippi Valley Historical Review (The Mississippi Valley Historical Review, Vol. 34, No. 3) 34 (3):  383–394. doi:10.2307/1898096. JSTOR 1898096.
- Destler, Chester McArthur. American Radicalism, 1865–1901 (1966).
- Dewey, Davis Rich. Financial History of the United States (1903). online.
- Dighe, Ranjit S. ed. The Historian's Wizard of Oz: Reading L. Frank Baum's Classic as a Political and Monetary Allegory (2002).
- Dorfman, Joseph Harry.  The Economic Mind in American Civilization. (1949). vol 3.
- Faulkner, Harold Underwood.  Politics, Reform, and Expansion, 1890–1900. (1959).
- Feder, Leah Hanna. Unemployment Relief in Periods of Depression ... 1857–1920 (1926).
- Friedman, Milton , and Anna Jacobson Schwartz. A Monetary History of the United States, 1867–1960 (1963).
- Harpine, William D. From the Front Porch to the Front Page: McKinley and Bryan in the 1896 Presidential Campaign (2006) excerpt and text search
- Hoffmann, Charles (1956). “The Depression of the Nineties”. Journal of Economic History 16 (2):  137–164. JSTOR 2114113.
- Hoffmann, Charles. The Depression of the Nineties: An Economic History (1970).
- Jensen, Richard. The Winning of the Midwest: 1888–1896 (1971).
- Josephson, Matthew. The Robber Barons New York: Harcourt Brace Jovanovich (1990).
- Kirkland, Edward Chase. Industry Comes of Age, 1860–1897 (1961).
- Lauck, William Jett. jays journal The Causes of the Panic of 1893 (1907). online
- Lindsey, Almont. The Pullman Strike 1942.
- Littlefield, Henry M. (1964). “The Wizard of Oz: Parable on Populism”. American Quarterly (American Quarterly, Vol. 16, No. 1) 16 (1):  47–58. doi:10.2307/2710826. JSTOR 2710826.
- Nevins, Allan. Grover Cleveland: A Study in Courage. 1932, Pulitzer Prize.
- Rezneck, Samuel S. (1953). “Unemployment, Unrest, and Relief in the United States during the Depression of 1893–97”. Journal of Political Economy (The Journal of Political Economy, Vol. 61, No. 4) 61 (4):  324–345. doi:10.1086/257393. JSTOR 1826883.
- Ritter, Gretchen. Goldbugs and Greenbacks: The Anti-Monopoly Tradition and the Politics of Finance in America (1997)
- Ritter, Gretchen (1997). “Silver slippers and a golden cap: L. Frank Baum's The Wonderful Wizard of Oz and historical memory in American politics”. Journal of American Studies 31 (2):  171–203. doi:10.1017/S0021875897005628.
- Rockoff, Hugh (1990). “The 'Wizard of Oz' as a Monetary Allegory”. Journal of Political Economy (The Journal of Political Economy, Vol. 98, No. 4) 98 (4):  739–760. doi:10.1086/261704. JSTOR 2937766.
- Romer, Christina (1986). “Spurious Volatility in Historical Unemployment Data”. Journal of Political Economy 94 (1):  1–37. doi:10.1086/261361.
- Schwantes, Carlos A. Coxey’s Army: An American Odyssey (1985).
- Shannon, Fred Albert . The Farmer’s Last Frontier: Agriculture, 1860–1897 (1945).
- Steeples, Douglas, and David O. Whitten. Democracy in Desperation: The Depression of 1893 (1998).
- White; Gerald T. The United States and the Problem of Recovery after 1893 (1982).
- Whitten, David. EH.NET article on the Depression of 1893
- Wicker, Elmus. Banking panics of the gilded age (Cambridge University Press, 2006) contents

## 関連図書
- Causes of the Business Depression by Henry George; appeared in Once a Week, a New York periodical,  March 6, 1894